# 275 Sapientia
275 Sapientia је астероид главног астероидног појаса са пречником од приближно 103 km.
Афел астероида је на удаљености од 3,223 астрономских јединица (АЈ) од Сунца, а перихел на 2,332 АЈ.
Ексцентрицитет орбите износи 0,160, инклинација (нагиб) орбите у односу на раван еклиптике 4,770 степени, а орбитални период износи 1691,410 дана (4,630 године).
Апсолутна магнитуда астероида је 8,85 а геометријски албедо 0,036.
Астероид је откривен 15. априла 1888. године.